# Grand Prix van Buenos Aires II 1947
De Grand Prix van Buenos Aires II 1947 was een autorace die werd gehouden op 16 februari 1947 op het stratencircuit van Retiro in Buenos Aires.

## Uitslag
| Positie | Rijder                | Team       | Ronden | Tijd/Opgave |
| ------- | --------------------- | ---------- | ------ | ----------- |
| 1       | Luigi Villoresi       | Maserati   | 50     | 1:05:09.5   |
| 2       | Pablo Pessatti        | Alfa Romeo | 50     | +18.0       |
| 3       | Giacomo Palmieri      | Maserati   | 50     | +1:02.0     |
| 4       | Italo Bizio           | Alfa Romeo | 48     | +2 ronden   |
| 5       | Chico Landi           | Alfa Romeo | 47     | +3 ronden   |
| 6       | "Raph"                | Maserati   |        |             |
| 7       | Juan Gálvez           | Alfa Romeo |        |             |
| NF      | Achille Varzi         | Alfa Romeo | 29     | Ventiel     |
| NF      | Óscar Alfredo Gálvez  | Alfa Romeo |        | Ophanging   |
| NF      | Carlo Maria Pintacuda | Maserati   |        |             |
| NF      | Pascual Puopolo       | Maserati   |        |             |
| NF      | Francisco Galligan    | Maserati   |        |             |
| NF      | Clemar Bucci          | Cadillac   |        |             |
| NS      | Enrico Platé          | Maserati   |        |             |